# (18750) Leonidakimov
(18750) Leonidakimov est un astéroïde de la ceinture principale.

## Description
(18750) Leonidakimov est un astéroïde de la ceinture principale. Il fut découvert le 10 avril 1999 à la station Anderson Mesa par le programme LONEOS. Il présente une orbite caractérisée par un demi-grand axe de 2,61 UA, une excentricité de 0,24 et une inclinaison de 5,6° par rapport à l'écliptique.

## Compléments